# 梨衣名
梨衣名，原名李建伊（1990年3月14日—），是一位日本女性時裝模特兒，原屬LesPros娛樂公司（2008－2019年），前女性時尚雜誌《CanCam》的專屬模待兒。
梨衣名生於中國山東省泰安市，她的父親是工程教授，而她的母親是小學教師。她居住於中國直到她9歲時因父親到日本的公司企業就職並跟隨其家人到日本定居，目前就讀於國立茨城大學理工科一年級，是位精通計算機和機器人設計的才女。
到了2008年10月13日，梨衣名在東京涉谷AX舉辦了《LesPros Girls》選秀活動，經過最終審查，18歲的李建伊從21452選手中脫穎而出，獲得冠軍。
她最終被選為女性時尚雜誌《CanCam》的專屬模待兒。另外，她也不定期地在電視廣告及專業T型台場景之中工作。

## 外部連結
- 梨衣名的X（前Twitter） （日語）
- 梨衣名的Instagram帳戶 （日語）
- 梨衣名的新浪微博 （中文）
- 梨衣名官方日誌 （页面存档备份，存于） （日語）
- CanCam內的梨衣名個人資料 （日語）
- YouTube上的